# Kanzel (Monheim)

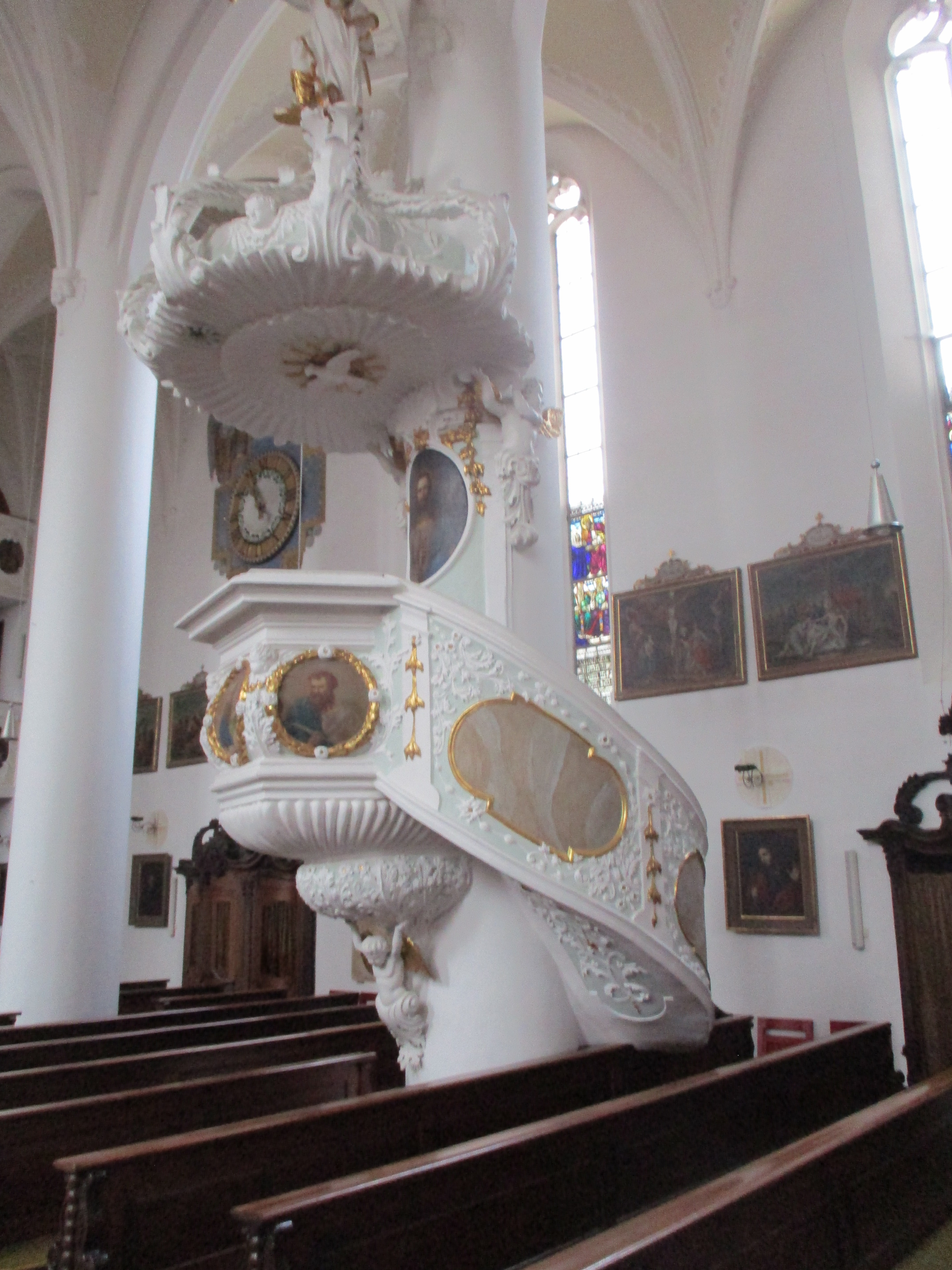
Kanzel in Monheim

Die Kanzel in der katholischen Stadtpfarrkirche St. Walburga in Monheim, einer Stadt im schwäbischen Landkreis Donau-Ries in Bayern, wurde um 1700 geschaffen. Die barocke Kanzel ist ein Teil der als Baudenkmal geschützten Kirchenausstattung.
Der stuckierte, polygonale und bauchige Korpus sitzt in einer Stuckmuschel, die sich über einem als Konsole dienenden Knauf mit Engelsherme erhebt. In den Feldern sind gemalte Medaillons mit den vier Evangelisten und dazwischen Akanthus mit Engelsköpfen zu sehen.   
Als Schalldeckel dient eine auf einer Doppelmuschel aus Stuck ruhende Akanthuskrone, auf der ein Posaunenengel steht. Als Träger des Schalldeckels dienen geschnitzte Engelshermen. An der Unterseite ist eine Heiliggeisttaube als Relief vorhanden.
An der Rückwand ist ein Medaillon mit einem neueren Christusbild angebracht.
Der Kanzelaufgang mit jüngerem Stuck des 18. Jahrhunderts besaß ursprünglich Bilder mit der Bergpredigt und dem Fischfang von Petrus.
Die Fassung der Kanzel ist weiß mit sparsamer Verwendung von Gold.